# فران نونکوویچ
فران نونکوویچ (انگلیسی: Frane Nonković؛ زادهٔ ۲۵ آوریل ۱۹۳۵) بازیکن واترپلو اهل یوگسلاوی بود.
وی در مسابقات کشوری و بین‌المللی در مجموع برندهٔ ۳ مدال نقره شده‌است.